# Pteris umbrosa
Pteris umbrosa är en kantbräkenväxtart som beskrevs av Robert Brown. Pteris umbrosa ingår i släktet Pteris och familjen Pteridaceae. Inga underarter finns listade.

## Bildgalleri

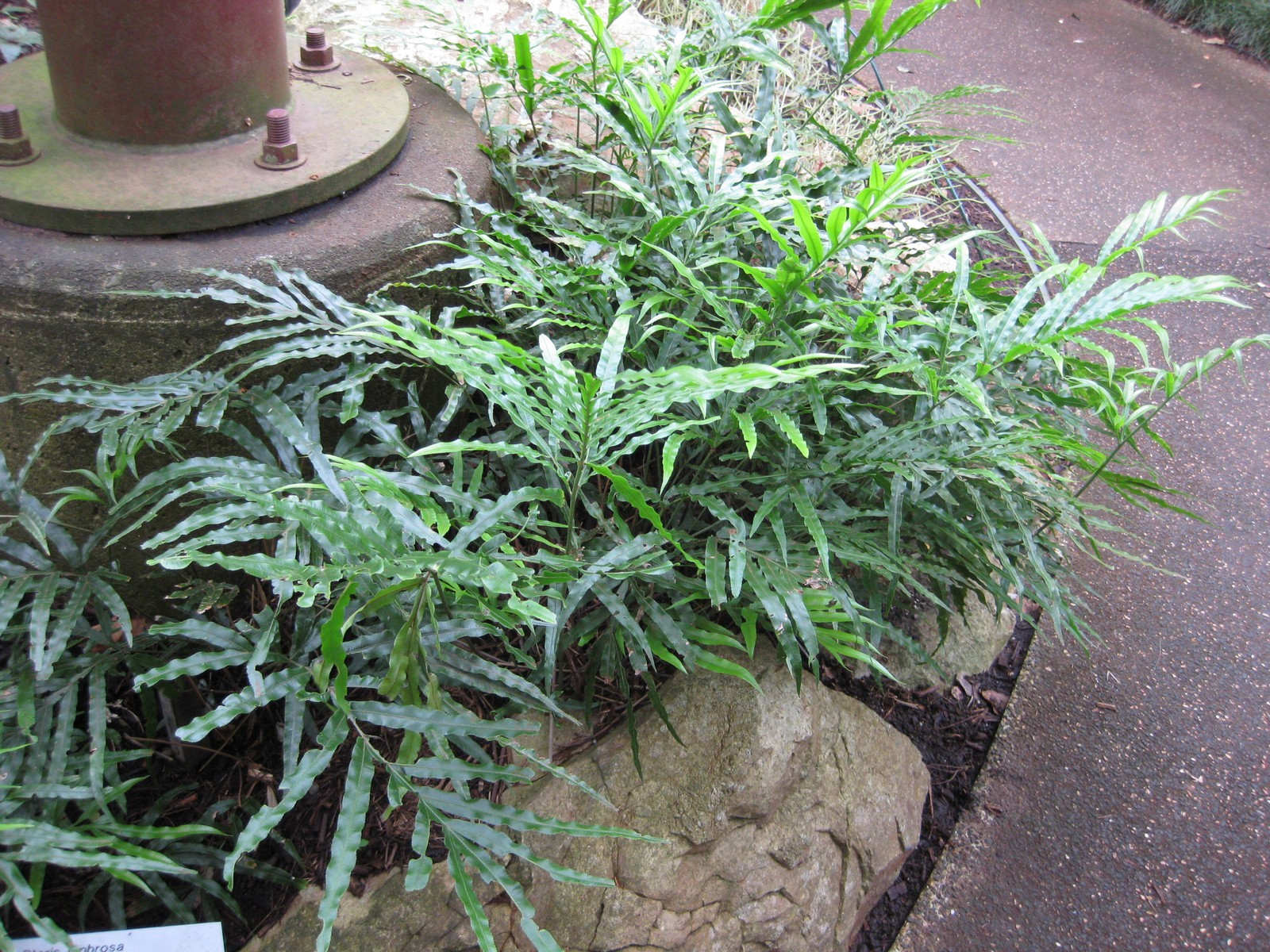
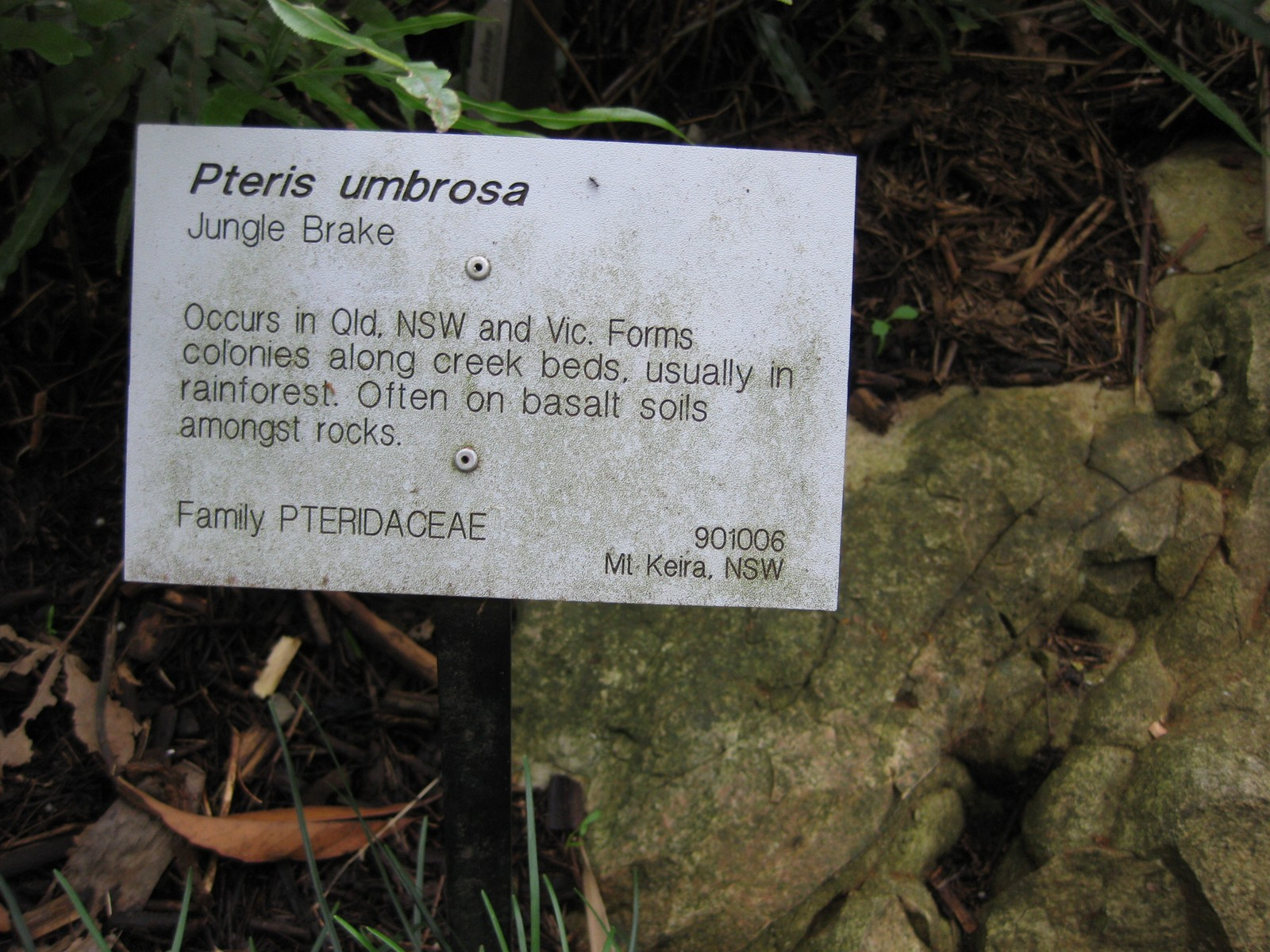